# جوزيف غلدبيرجر
جوزيف غلدبيرجر (بالإنجليزية: Joseph Goldberger)‏ هو طبيب أمريكي، ولد في 16 يوليو 1874 في غيرالتوتسي في سلوفاكيا، وتوفي في 17 يناير 1929 في واشنطن العاصمة في الولايات المتحدة.